# Pacific Nations Cup 2019
Der Pacific Nations Cup 2019 war die 14. Ausgabe des Rugby-Union-Turniers Pacific Nations Cup. Beteiligt waren die Nationalmannschaften von Fidschi, Japan, Kanada, Samoa, Tonga und den USA. Zwischen dem 27. Juli und 10. August 2019 fanden neun Spiele statt, davon fünf in Fidschi, zwei in Japan sowie je eines in Samoa und in den USA. Dabei wurden die Mannschaften in zwei Gruppen mit je drei Teams eingeteilt und jedes Team trat je einmal gegen die drei Teams aus der anderen Gruppe an. Den Titel sicherte sich zum dritten Mal Japan.

## Tabelle
Gesamttabelle
|    | Land               | Spiele | Siege | Unent. | Ndlg. | Spiel- punkte | Diff. | Bonus- punkte | Tabellen- punkte |
| -- | ------------------ | ------ | ----- | ------ | ----- | ------------- | ----- | ------------- | ---------------- |
| 1. | Japan              | 3      | 3     | 0      | 0     | 109:48        | + 61  | 3             | 15               |
| 2. | Fidschi            | 3      | 2     | 0      | 1     | 69:50         | + 19  | 1             | 9                |
| 3. | Vereinigte Staaten | 3      | 2     | 0      | 1     | 80:63         | + 17  | 1             | 9                |
| 4. | Samoa              | 3      | 1     | 0      | 2     | 38:40         | − 2   | 2             | 6                |
| 4. | Tonga              | 3      | 1     | 0      | 2     | 57:89         | − 32  | 1             | 5                |
| 6. | Kanada             | 3      | 0     | 0      | 3     | 55:118        | − 63  | 1             | 1                |

Gruppe A
|    | Land               | Spiele | Siege | Unent. | Ndlg. | Spiel- punkte | Diff. | Bonus- punkte | Tabellen- punkte |
| -- | ------------------ | ------ | ----- | ------ | ----- | ------------- | ----- | ------------- | ---------------- |
| 1. | Fidschi            | 3      | 2     | 0      | 1     | 69:50         | + 19  | 1             | 9                |
| 2. | Vereinigte Staaten | 3      | 2     | 0      | 1     | 80:63         | + 17  | 1             | 9                |
| 3. | Tonga              | 3      | 1     | 0      | 2     | 57:89         | − 32  | 1             | 5                |

Gruppe B
|    | Land   | Spiele | Siege | Unent. | Ndlg. | Spiel- punkte | Diff. | Bonus- punkte | Tabellen- punkte |
| -- | ------ | ------ | ----- | ------ | ----- | ------------- | ----- | ------------- | ---------------- |
| 1. | Japan  | 3      | 3     | 0      | 0     | 109:48        | + 61  | 3             | 15               |
| 2. | Samoa  | 3      | 1     | 0      | 2     | 38:40         | − 2   | 2             | 6                |
| 3. | Kanada | 3      | 0     | 0      | 3     | 55:118        | − 63  | 1             | 1                |

## Ergebnisse

### Runde 1
| 27. Juli 2019 14:50 JST | Japan | 34 : 21         | Fidschi                                                                             | Kamaishi Recovery Memorial Stadium, Kamaishi Zuschauer: 13.135 Schiedsrichter: Luke Pearson (England) |
| 27. Juli 2019 14:50 JST | Versuche: Fukuoka 6. n.erh. Matsushima (2) 19. erh., 55. n.erh. Lafaele 22. erh. Himeno 30. erh. Erhöhungen: Yū Tamura (3/5) Straftritte: Tamura (1/1) 2. | (29:14) Bericht | Versuche: Botia 12. erh. Matavesi (2) 38. erh., 60. erh. Erhöhungen: Volavola (3/3) | Kamaishi Recovery Memorial Stadium, Kamaishi Zuschauer: 13.135 Schiedsrichter: Luke Pearson (England) |

| 27. Juli 2019 15:00 WST | Samoa | 25 : 17        | Tonga                                                                                   | Apia Park, Apia Schiedsrichter: Mike Fraser (Neuseeland) |
| 27. Juli 2019 15:00 WST | Versuche: Leiua 43. erh. Amosa 71. erh. Tuatagaloa 79. n.erh. Erhöhungen: Seuteni (1/1) Alatimu (1/2) Straftritte: Seuteni (2/2) 21., 49. | (3:10) Bericht | Versuche: Vuna 10. n.erh. Tameifuna 40. n.erh. Sakalia 58. erh. Erhöhungen: Faiva (1/3) | Apia Park, Apia Schiedsrichter: Mike Fraser (Neuseeland) |

| 27. Juli 2019 18:00 PDT | Vereinigte Staaten | 47 : 19        | Kanada                                                                                 | Infinity Park, Glendale Schiedsrichter: Andrew Brace (Irland) |
| 27. Juli 2019 18:00 PDT | Versuche: Fawsitt 10. erh. Scully 24. erh. Landry 61. erh. Moore 64. n.erh. Pifeleti 69. n.erh. de Haas 78. erh. Erhöhungen: MacGinty (3/4) Hooley (1/2) Straftritte: MacGinty (3/4) 36., 40., 47. | (20:0) Bericht | Versuche: Ardron 42. erh. Strafversuch 77. Trainor 80. n.erh. Erhöhungen: Nelson (1/2) | Infinity Park, Glendale Schiedsrichter: Andrew Brace (Irland) |

### Runde 2
| 3. August 2019 14:30 FJT | Vereinigte Staaten                                                                         | 13 : 10        | Samoa                                                                          | National Stadium, Suva Schiedsrichter: Nigel Owens (Wales) |
| 3. August 2019 14:30 FJT | Versuche: MacGinty 13. erh. Erhöhungen: MacGinty (1/1) Straftritte: MacGinty (2/2) 2., 80. | (10:7) Bericht | Versuche: Leiua 5. erh. Erhöhungen: Alatimu (1/1) Straftritte: Taefu (1/1) 72. | National Stadium, Suva Schiedsrichter: Nigel Owens (Wales) |

| 3. August 2019 17:15 FJT | Fidschi | 38 : 13         | Kanada                                                                                | National Stadium, Suva Schiedsrichter: Mike Fraser (Neuseeland) |
| 3. August 2019 17:15 FJT | Versuche: Mata 8. n.erh. Yato 17. erh. Nakarawa 29. erh. Ravai 43. erh. Tuisova 48. n.erh. Dolokoto 67. erh. Erhöhungen: Matavesi (4/6) 18., 30., 43., 68. | (19:13) Bericht | Versuche: Lloyd 35. erh. Erhöhungen: O’Leary (1/1) Straftritte: O’Leary (2/2) 4., 12. | National Stadium, Suva Schiedsrichter: Mike Fraser (Neuseeland) |

| 3. August 2019 19:10 JST | Japan | 41 : 7         | Tonga                                               | Hanazono-Rugbystadion, Higashiōsaka Zuschauer: 20.940 Schiedsrichter: Jérôme Garcès (Frankreich) |
| 3. August 2019 19:10 JST | Versuche: Mafi 9. erh. Valu 19. erh. Lafaele 28. erh. Kōtarō Matsushima 71. erh. Fukuoka 78. erh. Erhöhungen: Tamura (5/5) Straftritte: Tamura (2/2) 49., 68. | (21:0) Bericht | Versuche: Fifita 56. erh. Erhöhungen: Takulua (1/1) | Hanazono-Rugbystadion, Higashiōsaka Zuschauer: 20.940 Schiedsrichter: Jérôme Garcès (Frankreich) |

### Runde 3
| 9. August 2019 19:00 FJT | Tonga                                                                                       | 33 : 23        | Kanada                                                           | Churchill Park, Lautoka Schiedsrichter: Nigel Owens (Wales) |
| 9. August 2019 19:00 FJT | Versuche: Halaifonua Lolohea Hingano Talakai Vailanu Erhöhungen: Takulua (3/3) Fosita (1/1) | (19:8) Bericht | Versuche: Hassler (2) Parfrey van der Merwe Straftritte: McRorie | Churchill Park, Lautoka Schiedsrichter: Nigel Owens (Wales) |

| 9. August 2019 16:35 FJT | Vereinigte Staaten                                                                                         | 20 : 34         | Japan | National Stadium, Suva Schiedsrichter: Glen Jackson (Neuseeland) |
| 9. August 2019 16:35 FJT | Versuche: Madison 16. erh. Germishuys 71. erh. Erhöhungen: Hooley (2/2) Straftritte: Hooley (2/2) 29., 40. | (13:20) Bericht | Versuche: Leitch (2) 3. erh, 55. erh. Fukuoka 11. erh. Yamanaka 42. erh. Erhöhungen: Tamura (4/4) Straftritte: Tamura (2/2) 9., 39. | National Stadium, Suva Schiedsrichter: Glen Jackson (Neuseeland) |

| 10. August 2019 19:15 FJT | Fidschi                                                                        | 10 : 3        | Samoa                          | National Stadium, Suva Zuschauer: 6.500 Schiedsrichter: Brendon Pickerill (Neuseeland) |
| 10. August 2019 19:15 FJT | Versuche: Goneva 43. erh. Erhöhungen: Volavola Straftritte: Volavola (1/1) 32. | (3:3) Bericht | Straftritte: Seuteni (1/3) 39. | National Stadium, Suva Zuschauer: 6.500 Schiedsrichter: Brendon Pickerill (Neuseeland) |